# Provincia di Basin and Range
La provincia geologica di Basin and Range (Basin and Range Province) è una vasta regione fisiografica degli Stati Uniti d'America e del Messico definita da una peculiare espressione topografica. La topografia di Basin and range è caratterizzata infatti da bruschi cambiamenti di altitudine, alternandosi tra strette catene montuose attraversate da faglie e piatte valli e bacini aridi. La regione abbraccia gran parte degli Stati Uniti occidentali, si estende nel Messico nordoccidentale ed è per la maggior parte desertica, con numerose ecoregioni. La fisiografia della provincia è il risultato dell'estensione tettonica che cominciò intorno a 17 Ma (milioni di anni fa) nel Primo Miocene.
Le numerose catene all'interno della provincia nella parte statunitense sono designate collettivamente come Great Basin Ranges, ossia "Catene del Gran Bacino", sebbene molte non siano effettivamente nel Gran Bacino (Great Bacin). Le maggiori catene comprendono la Catena Snake, la Catena Panamint, le White Mountains, i Monti Sandia e la Catena Teton.
Secondo le varie definizioni geografiche della provincia, il suo punto più alto è o il Monte Whitney o il Pico de Orizaba, entrambi i quali sono localizzati al confine della provincia e appartengono anche ad altre regioni geologiche. Il Pico de Orizaba senza dubbio fa parte della Cintura vulcanica transmessicana, che ha poco in comune con la provincia di Basin and Range. Il punto più alto completamente all'interno della provincia è il White Mountain Peak in California, mentre il punto più basso è il Bacino di Badwater nella Valle della Morte a –85 m.
È noto che Clarence Dutton paragonò le molte strette catene montuose parallele che contraddistinguono la peculiare topografia del Basin and Range a un "esercito di millepiedi in marcia verso il Messico", che è un modo utile per visualizzare l'aspetto complessivo della regione. La provincia di Basin and Range non dovrebbe essere confusa con il Gran Bacino, che è una sottosezione della più vasta regione fisiografica di Basin and Range definita dalle sue peculiari caratteristiche idrogeologiche (drenaggio interno).

## Geografia
La provincia di Basin and Range include gran parte del Nord America occidentale. Negli Stati Uniti d'America, è costeggiata ad ovest dalla scarpata di faglia orientale della Sierra Nevada e si allunga per 800 km fino al suo confine orientale segnato dalla Faglia di Wasatch, dall'Altopiano del Colorado e dal Rift del Rio Grande. La provincia di Basin and Range si estende a nord all'Altopiano del Columbia e a sud fino alla Cintura vulcanica transmessicana in Messico, benché i suoi confini meridionali siano discussi. In Messico, la provincia di Basin and Range è dominata da e largamente coincidente con l'Altopiano messicano.
Le prove suggeriscono che la porzione meridionale, meno esplorata, della provincia di Basin and Range sia delimitata ad est dal Fronte di spinta laramide della Sierra Madre Orientale e ad ovest dal Golfo di California e dalla Penisola di Bassa California con un fagliamento notevolmente meno apparente nella Sierra Madre Occidentale, al centro della più meridionale provincia di Basin and Range.
Le caratteristiche geografiche comuni comprendono numerosi bacini endoreici, laghi effimeri, altopiani e valli che si alternano con montagne (come descritto sotto). L'area è per la maggior parte arida e scarsamente popolata, sebbene vi siano parecchie importanti aree metropolitane, compresa Città del Messico, la più grande città dell'emisfero occidentale.

## Geologia
È generalmente accettato che la topografia del Basin and Range sia il risultato dell'espansione e dell'assottigliamento della litosfera, che è composta dalla crosta e dal mantello superiore. Gli ambienti estensionali come il Basin and Range sono caratterizzati da fagliamento normale listrico, ossia da faglie che si livellano con la profondità. Le faglie normali opposte si collegano in profondità producendo una geometria a horst e graben, dove l'horst si riferisce al blocco di faglia spinto verso l'alto e il graben al blocco di faglia caduto verso il basso.
Lo spessore crostale medio della provincia di Basin e Range Province è approssimativamente di 30 – 35 km ed è comparabile alla crosta continentale estesa intorno al mondo. La crosta in congiunzione con mantello superiore comprende la litosfera. Si stima che la base della litosfera sotto il Basin and Range sia di circa 60 – 70 km. Le opinioni variano riguardo all'estensione totale della regione; tuttavia la stima mediana è di circa il 100% di estensione laterale totale. La dislocazione laterale totale nel Basin and Range varia da 60 – 300 km a partire dall'avvio dell'estensione nel Primo Miocene con la porzione meridionale della provincia che rappresenta un grado di dislocazione maggiore del nord. Esistono prove che suggeriscono che l'estensione sia cominciata inizialmente nel Basin and Range meridionale e si sia propagata a nord nel corso del tempo.

### Tettonica
I meccanismi tettonici responsabili dell'estensione litosferica nella provincia di Basin and Range sono controversi, e parecchie ipotesi contrastanti tentano di spiegarla. Gli eventi chiave che precedono l'estensione di Basin and Range negli Stati Uniti includono un lungo periodo di compressione dovuto alla subduzione della placca Farallon sotto la costa ovest della placca continentale nordamericana che stimolò l'assottigliamento della crosta. La maggior parte del pertinente movimento delle placche tettoniche associate alla provincia di Basin and Range avvenne nel periodo del Neogene e continua nel presente. Verso il periodo del Primo Miocene, gran parte della placca Farallon era stata consumata, e la dorsale oceanica che separava la placca Farallon dalla placca pacifica (Dorsale del Pacifico orientale) si avvicinava al Nord America. Nel Medio Miocene, la Dorsale del Pacifico Orientale fu subdotta sotto il Nord America ponendo fine alla subduzione lungo questa parte del margine pacifico; tuttavia, la placca Farallon continuò a subdursi nel mantello. Il movimento presso questo confine divise la Dorsale del Pacifico Orientale e produsse la faglia trasforme di Sant'Andrea, generando una componente trascorrente. Oggi, la placca pacifica si muove verso nord-ovest rispetto al Nord America, una configurazione che ha dato origine al taglio accresciuto lungo il margine continentale.
L'attività tettonica responsabile dell'estensione nel Basin and Range è una questione controversa tra la comunità geoscientifica. L'ipotesi più accettata suggerisce che il taglio crostale associato alla Faglia di Sant'Andrea abbia causato un fagliamento estensionale spontaneo simile a quello visto nel Gran Bacino. Tuttavia, il movimento delle placche da solo non spiega l'altitudine elevata della regione di Basin and Range. Gli Stati Uniti occidentali sono una regione con un alto flusso di calore che abbassa la densità della litosfera e stimola di conseguenza il sollevamento isostatico. Le regioni litosferiche caratterizzate da un elevato flusso di calore sono deboli e la deformazione estensionale può verificarsi su un'ampia regione. Si pensa perciò che l'estensione di Basin and Range non sia collegata al tipo di estensione prodotta dalla risalita del mantello che può causare strette zone di rift, come la tripla giunzione di Afar. I processi geologici che elevano il flusso di calore sono vari, tuttavia alcuni ricercatori suggeriscono che il calore generato in una zona di subduzione è trasferito alla placca sovrapposta via via che la subduzione procede. I fluidi lungo le zone di faglia trasferiscono poi il calore verticalmente attraverso la crosta. Questo modello ha condotto a un crescente interesse per i sistemi geotermici nel Basin and Range, e richiede la considerazione dell'influenza continua della placca di Farallon completamente subdotta sull'estensione responsabile della provincia di Basin and Range.

### Complessi di nucleo metamorfico
In alcune località nel Basin and Range, il basamento metamorfico è visibile in superficie. Alcune di queste località sono complessi di nucleo metamorfico (metamorphic core complexes, MCC), un'idea che fu sviluppata per la prima volta sulla base di studi effettuati nella provincia di Basin and Range. Un complesso di nucleo metamorfico si presenta quando la crosta inferiore è portata in superficie come conseguenza dell'estensione. I complessi di nucleo metamorfico nel Basin and Range non furono interpretati come collegati all'estensione crostale fino a dopo gli anni 1960. Da allora, schemi deformativi simili sono stati identificati nei MCC del Basin and Range ed hanno condotto i geologi ad esaminarli come un gruppo di caratteristiche geologiche formate dall'estensione crostale cenozoica. Lo studio dei complessi di nucleo morfologico ha fornito una preziosa comprensione dei processi estensionali che guidavano la formazione di Basin and Range.

### Vulcanismo
Anteriormente all'epoca dell'Eocene (da 55.8 ±0.2 a 33.9 ±0.1 Ma) il tasso di convergenza delle placche Farallon e nordamericana era veloce, l'angolo di subduzione era poco profondo, e l'ampiezza della lastra era enorme. Durante l'Eocene le forze compressive delle orogenesi laramide, di Sevier e del Nevada associate alla subduzione della placca Farallon terminarono, le interazioni tra le placche cambiarono dalla compressione ortogonale a quella trascorrente obliqua, e il vulcanismo nella provincia di Basin and Range divampò (vampata dell'ignimbrite del Medio Terziario). Si ipotizza che questa placca abbia continuato ad essere sottospinta fino a circa 19 Ma, periodo nel quale era completamente consumata e l'attività vulcanica in parte cessata. Il basalto con olivina proveniente dalla dorsale oceanica eruttò intorno a 17 Ma e cominciò l'estensione.

### Aree vulcaniche
- Provincia basaltica del Columbia:[22]
  - Basalti alluvionali del fiume Columbia, luoghi eruttivi
  - Basalti alluvionali del Monte Steens, luoghi eruttivi
  - Punto caldo di Yellowstone
    - Campo vulcanico di Owyhee-Humboldt (OH)
    - Campo vulcanico di Bruneau-Jarbidge (BJ)
    - Campo vulcanico di Twin Falls (TF)
    - Campo vulcanico del Nevada nordoccidentale (NWNV): è stato proposto che possa far parte del sentiero del punto caldo di Yellowstone.[23][24]
- Sistema di faglie di Trans-Challis tra Idaho City e Gibbonsville. Le caldere di Twin Peaks e di Van Horn si trovano nel mezzo.
- Campo vulcanico di Santa Rosa-Calico (SC)[22]
- Vulcanismo del Gran Bacino:
  - Campo vulcanico del Nevada sudoccidentale (SWNVF)
  - Campo vulcanico della Catena Réveille e di Campo vulcanico di Lunar Crater
  - Campo vulcanico di Indian Peak (Caldera di Indian Peak, Caldera di White Rock, Caldera di Caliente), NV/UT
  - Campo vulcanico di Marysvale, UT
- Cintura minerale del Colorado Mi: 
  - Ouray
  - Gunnison
  - Breckenridge
  - Boulder
- Campo vulcanico di San Juan: Caldera di La Garita.
- Campo vulcanico del Colorado centrale: Area vulcanica di Thirtynine Mile.
- Campo vulcanico di Mogollon-Datil: 
  - Bursum
  - Emory
  - Organ (Las Cruces, Monti Doña Ana, Monti Organ)
  - Caldere di Socorro
- Allineamento di Jemez (sentiero dei punti caldi di Raton): 
  - Campo vulcanico di San Carlo
  - Campo vulcanico di Springerville
  - Campo vulcanico di Red Hill[25]
  - Campo vulcanico di Zuni-Bandera
  - Campo vulcanico di Monte Taylor
  - Campo vulcanico di Jemez (Campo vulcanico di Ocate, Campo vulcanico di Raton-Clayton e Mesa de Maya) e forse
- Campo vulcanico di Trans-Pecos: 
  - Parco nazionale di Big Bend
  - Monti Davis

## Risorse minerali
Oltre a piccole quantità di petrolio nel Nevada, la provincia di Basin and Range fornisce quasi tutto il rame e la maggior parte dell'oro, dell'argento e della barite estratti negli Stati Uniti d'America.